# Karl von Steininger (General, 1804)
Karl von Steininger, seit 1851 Karl Ritter von Steininger, seit 1859 Karl Freiherr von Steininger (* 28. Dezember 1804 in Wien; † 26. Jänner 1867 ebenda) war ein kaiserlich-österreichischer Feldzeugmeister und zuletzt kommandierender General im Banat mit Amtssitz in Temesvár.

## Leben und Wirken
Karl von Steininger wurde am 28. Dezember 1804 in Wien in eine am Beginn des 18. Jahrhunderts im Rheinland ansässige kurfürstlich-mainzische Beamtenfamilie geboren. Sein Großvater, der eigentlich einen geistlichen Beruf ausüben sollte, verließ das Priesterseminar vorzeitig und trat in weiterer Folge der kaiserlichen Armee bei. Dort war er des Öfteren verwundet, sowie einmal in Gefangenschaft und beendete seine Laufbahn mit dem Rang eines Hauptmannes. In den nachfolgenden drei Generationen befand sich jeweils ein hervorragender General, wovon der Sohn Karl, Vater des 1804 geborenen, der erste in dieser Reihe war. Sein soeben erwähnter Vater war zum Zeitpunkt seiner Geburt in Wien stationiert und wurde etwas mehr als ein Jahr später zum Oberst und Generaladjutanten bei der Armee in Deutschland befördert.
Der hier beschriebene 1804 geborene Karl von Steininger trat im Jahre 1841 als Fähnrich bei der Infanterie (9. Linien-Infanterieregiment) ein und stieg im Jahre 1831 zum Kapitänleutnant beim 7. Linien-Infanterieregiment auf. 1841 war er als Major beim Infanterieregiment No. 26 tätig, kam 1844 zum Grenzinfanterieregiment No. 17 und war in den Jahren 1848/49 im Rang eines Obersts als Kommandant des Grenzinfanterieregiment No. 3 an den Kämpfen des Ersten Unabhängigkeitskrieges in Italien beteiligt. Für seine Leistungen bei den Eroberungen von San Siro und Sforzesca in der Lombardei wurde er im Jahre 1849 mit dem Ritterkreuz des Österreichisch-kaiserlichen Leopold-Ordens ausgezeichnet und am 25. Juni 1851 in den Ritterstand erhoben. Fortan durfte er somit als Karl Ritter von Steininger in Erscheinung treten. Ebenfalls 1849 wurde er Generalmajor und Brigadier und begleitete als solcher den Feldmarschallleutnant Franz Graf Gyulai von Maros-Németh und Nádaska auf einer Mission nach Sankt Petersburg, ehe er im Jahre 1856 selbst zum Feldmarschalleutnant aufstieg und als Kommandant der Bundesfestung Mainz eingesetzt wurde. Nach der Explosion des dortigen Pulverturmes im November 1857, was 120 Tote zur Folge hatte, zeichnete sich von Steininger bei der Organisation der Rettungsarbeiten aus.
Nachdem er im März 1858 zum Chef des Präsidialbüros beim Armeeoberkommando befördert worden war, fungierte er ab 8. September 1859 als Generalinspektor der Gendarmerie und wurde am 29. Oktober des gleichen Jahres ein Geheimer Rat, sowie am 2. Dezember desselben Jahres in den Freiherrenstand erhoben. Fortan durfte er sich Karl Freiherr von Steininger nennen. Bereits im Folgejahr war er Inhaber des Infanterieregiment No. 68 und wurde rund fünf Jahre später, im April 1865, zum kommandierenden General im Banat mit Amtssitz in Temesvár, dem heutigen Timișoara, ernannt. Mit 12. November 1866 ließ sich von Steininger im Rang eines Feldmarschalleutnants aus gesundheitlichen Gründen in den Ruhestand versetzen. Im Zuge dieser Übernahme in den Ruhestand erhielt er Anfang Dezember 1866 den Rang eines Feldzeugmeisters. Etwa einen Monat nach seinem 62. Geburtstag starb von Steininger am 26. Jänner 1867 nach 45-jähriger Dienstzeit in seiner Geburtsstadt Wien.
Sein gleichnamiger Sohn (1847–1929) war, wie bereits erwähnt, ebenfalls eine hochrangige Militärperson, die zum Ende ihrer Laufbahn hin ebenfalls als General im Einsatz war.